# Mateus 25

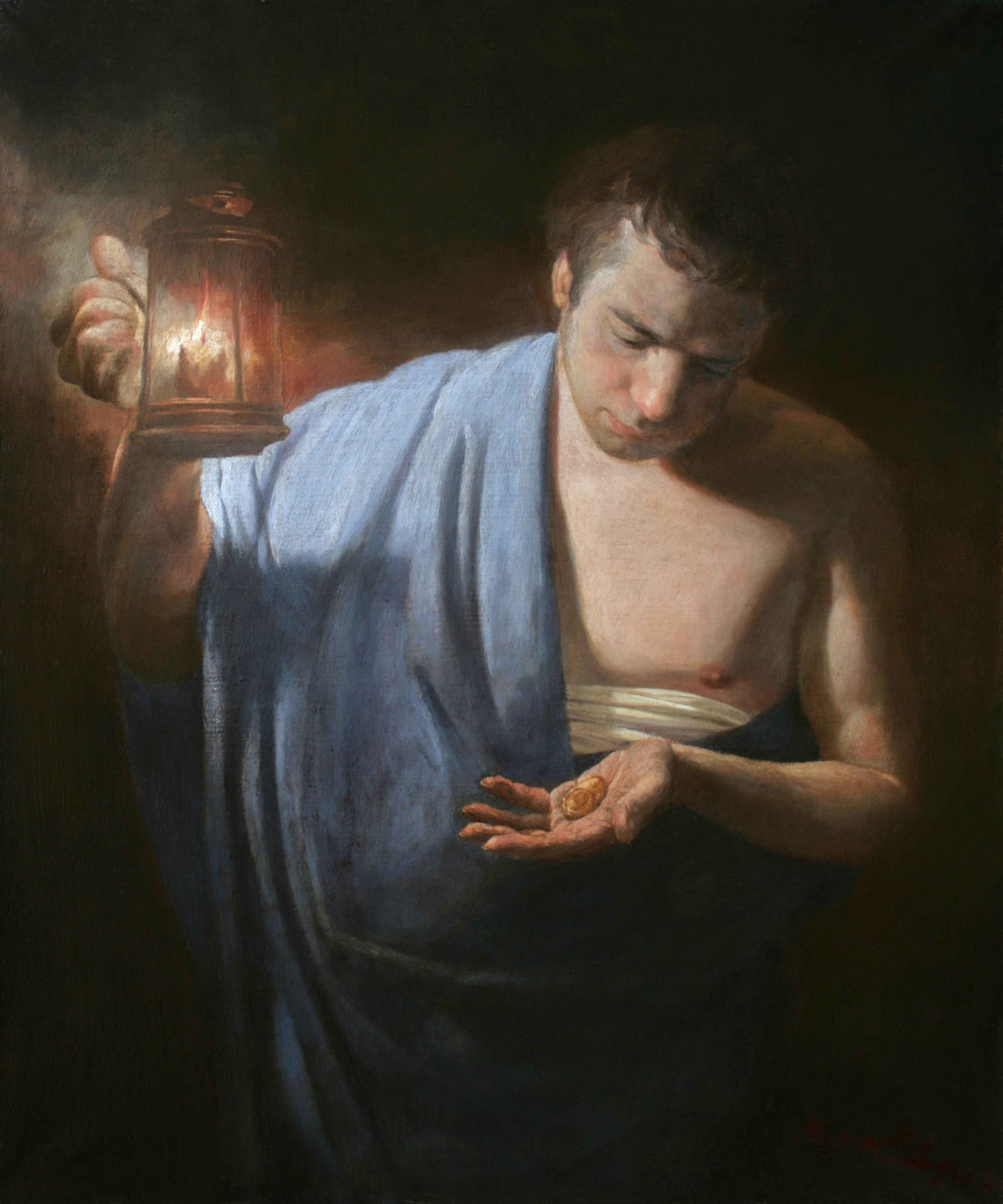
"Parábola dos Talentos", por A.N. Mironov.

Mateus 25 é o vigésimo-quinto capítulo do Evangelho de Mateus no Novo Testamento da Bíblia e encerra a narrativa sobre o ministério de Jesus em Jerusalém, imediatamente antes do início da Paixão. 

## Parábola das Dez Virgens

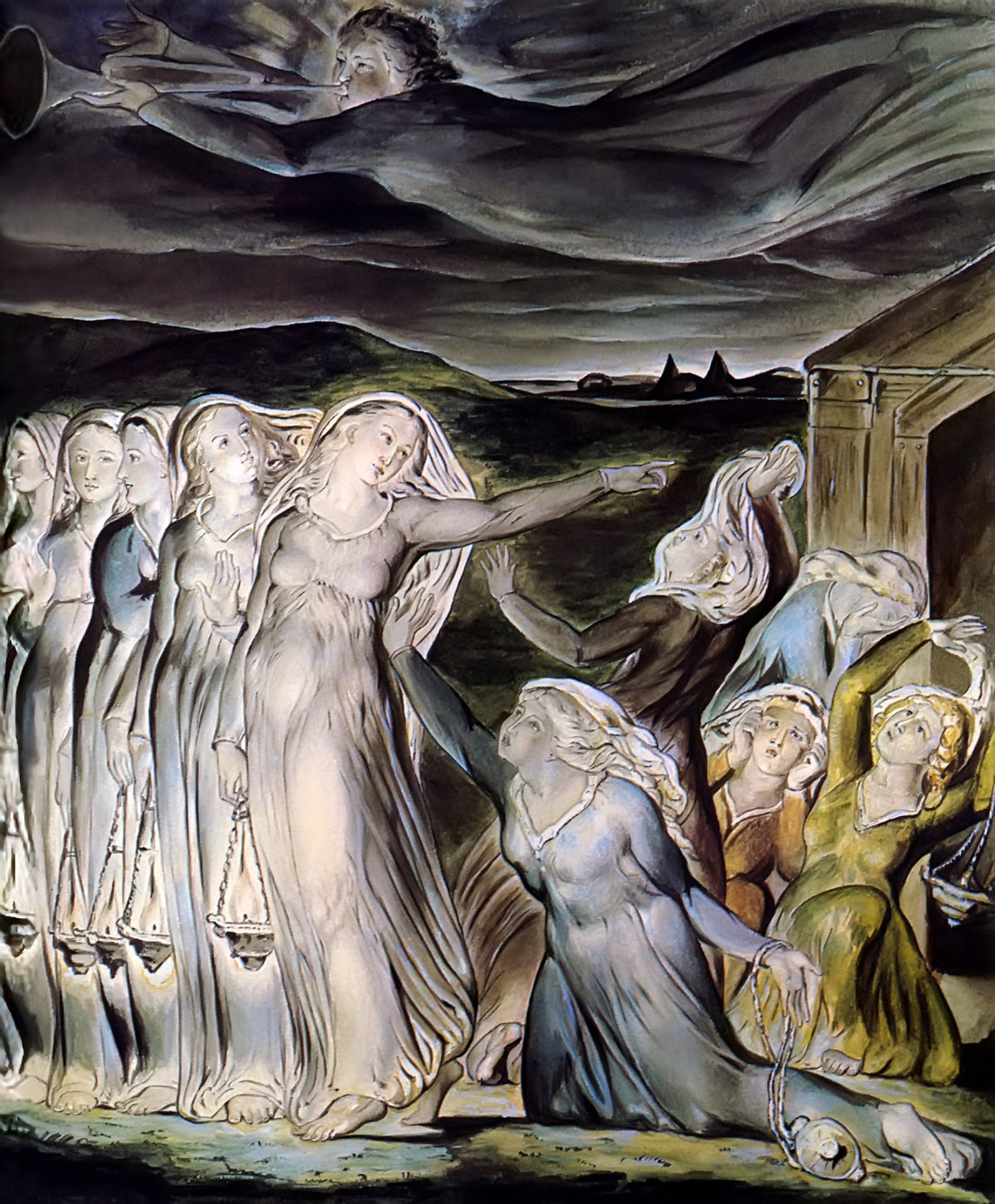
"Parábola das Dez Virgens", uma das mais populares de todo o Novo Testamento, exclusiva do Evangelho de Mateus.
c. 1826. Por William Blake, atualmente no Tate Museum, Londres.

O capítulo começa com uma das mais conhecidas parábolas de Jesus, mesmo aparecendo apenas em Mateus 25:1–13. Segundo Mateus, cinco virgens que estão preparadas para a chegada do noivo são recompensadas enquanto que as cinco que não estão são excluídas de seu banquete de casamento. A parábola tem um tema claramente escatológico: estar preparado para o Juízo Final.

## Parábola dos Talentos
Esta parábola, conhecida também como "Parábola das Minas", aparece em Mateus 25:14–30 (onde se usa o termo "talentos") e em Lucas 19 (Lucas 19:11–27), usando o termo "minas"). A diferença entre as duas é substancial. Tradicionalmente, ela tem sido vista como uma exortação aos discípulos a usar seus dons dados por Deus a serviço de Deus e a assumir riscos pela causa do Reino de Deus. Estes dons incluem habilidades pessoais ("talentos" no sentido usual), bem como a riqueza pessoal ("talentos" como unidade monetária). A não utilização dos talentos, a parábola sugere, irá resultar em julgamento.

## Julgamento das Nações
O capítulo termina com um discurso feito por Jesus que, às vezes, é caracterizado como uma parábola, embora seja diferente da maioria delas por não ter o objetivo de contar uma história de eventos acontecendo com outros personagens. Este evento aparece apenas em Mateus 25:31–46.
Geralmente interpreta-se que ele trata do Juízo Final e a divisão das pessoas em todo o mundo entre os bem-aventurados, que serão acolhidos pelo Pai, e os malditos, que serão expulsos. A divisão é inteiramente baseada em atos de bondade e misericórdia feitos pelas pessoas em prol dos menos afortunados. Jesus identifica essa bondade como bondade para consigo.

## Manuscritos
- Papiro 73 - versículo 25:43.